# Fisto
Fisto je izmišljeni lik iz multimedijalne franšize Gospodari svemira i pripadnik Herojskih ratnika. Njegovo pravo ime je Malcolm i prema kanonu animirane serije He-Man i Gospodari svemira (2002. – 2003.) stariji je brat Man-At-Armsa i Teelin stric. Predstavljen je kao snažni ratnik s velikom metalnom desnom šakom, čija je snaga usporediva samo s onom He-Mana. U Mattelovoj liniji akcijskih figura, Fistov glavni suparnik je Jitsu, azijatski ratnik sa pozlačenom metalnom šakom izrađenom za udarce u stilu borilačkih vještina. Većina medija prikazuje Fista kao vlasnika robotskog ratnog konja Stridora, a istodobno se vlasništvo nad zlim robotskim konjem Night Stalkerom pripisuje Fistovom suparniku Jitsuu.

## Povijest lika
Fisto je, prema kanonu Filmationove animirane serije iz 1980-ih isprva bio zlikovac koji je terorizirao Začaranu šumu po zapovijedi svog gospodara Skeletora. Uz pomoć He-Mana shvatio je svoje zablude i odlučio se pridružiti He-Manu i Herojskim ratnicima u borbi protiv Skeletora i Zlih ratnika te je postao čuvar Začarane šume. Posjeduje golemu snagu i ima veliku metalnu desnu šaku kojom može uništavati prepreke. Osim metalne šake, posjeduje i veliki ljubičasti mač.
Prema animiranom serijalu s početka 2000-ih, Fisto je stariji brat Man-At-Armsa, a time i adoptivni Teelin stric.

## Originalni mini stripoviGospodari svemira
Fisto se prvi put pojavljuje kao lik u mini stripu Maske moći (1984.) u kojem pomaže He-Manu u borbi protiv čudovišta koja su stekla veliku snagu i moć korištenjem dvaju čarobnih maski. Mini strip ne objašnjava njegovo podrijetlo, niti donosi mnogo informacija o njemu, jer uglavnom djeluje kao sporedni lik.

## Televezijska adaptacija lika

### He-Man i Gospodari svemira (1983. – 1985.)
U originalnoj animiranoj seriji iz prve polovice 1980-ih, Fisto je snažni ratnik s velikom metalnom šakom koji isprva terorizira Začaranu šumu u Skeletorovo ime, a kasnije uviđa svoje zablude i pridružuje se Herojskim ratnicima te stječe njihovo povjerenje. Pojavljuje se u ukupno četiri epizode Filmationove serije, od čega je u tri njegova pojava sporadična i bez profilacije. 

### He-Man i Gospodari svemira (2002. – 2004.)
U animiranoj seriji He-Man i Gospodari svemira s početka 2000-ih godina, Fisto se pojavljuje tek u drugoj sezoni serijala i prikazan je kao mračan ratni veteran koji je optužen da je dezertirao iz vojske za vrijeme rata. Voli odmjeravati snagu svoje prirodne desne šake koja je snažnija i veća u odnosu na lijevu. U seriji se otkriva da je stariji brat Man-At-Armsa i da se braća ne podnose, jer ga Duncan osuđuje zbog dezerterstva. Kada se He-Man i Herojski ratnici nađu zarobljeni ispod golemih stijena, Fisto im pomaže da se oslobode, ali tom prilikom teško ozljeđuje svoju desnu šaku, zbog čega mu Man-At-Arms izrađuje mehaničku šaku, kako bi mu obnovio funkcije desne ruke.

## Vanjske poveznice
- Fisto – he-man.fandom.com (engl.)
- Fisto (Otkriće) – he-man.fandom.com (engl.)